# Short track alla XXIX Universiade invernale
Le gare di short track alla XXIX Universiade invernale si sono svolte dal 4 al 6 marzo 2019 all'Arena Sever di Krasnojarsk in Russia.

## Podi

### Uomini
| Evento                      | Oro                                                                  | Tempo    | Argento                                                              | Tempo    | Bronzo                                                                               | Tempo    |
| 500 m (dettagli)            | Park Ji-won                                                          | 40.927   | Lim Yong-jin                                                         | 41.015   | Konstantin Ivliev                                                                    | 41.149   |
| 1000 m (dettagli)           | Hong Kyung-hwan                                                      | 1:43.727 | Lim Yong-jin                                                         | 1:43.745 | Park Ji-won                                                                          | 1:43.837 |
| 1500 m (dettagli)           | An Kai                                                               | 2:34.350 | Quentin Fercoq                                                       | 2:35.460 | Kiichi Shigehiro                                                                     | 2:36.058 |
| Staffetta 5000 m (dettagli) | Corea del Sud Hong Kyung-hwan Lee Seong-hun Lim Yong-jin Park Ji-won | 6:50.062 | Russia Artem Denisov Daniil Eibog Konstantin Ivliev Sergei Milovanov | 6:53.940 | Kazakistan Nurtilek Kazhgali Denis Nikisha Yerkebulan Shamukhanov Mersaid Zhaxybayev | 7:01.344 |

### Donne
| Evento                      | Oro                                                                              | Tempo    | Argento                                                                          | Tempo    | Bronzo                                                                              | Tempo    |
| 500 m (dettagli)            | Aurélie Monvoisin                                                                | 43.919   | Ekaterina Efremenkova                                                            | 44.087   | Park Ji-yun                                                                         | 44.813   |
| 1000 m (dettagli)           | Kim A-lang                                                                       | 1:32.100 | Aurélie Monvoisin                                                                | 1:32.155 | Ekaterina Efremenkova                                                               | 1:32.173 |
| 1500 m (dettagli)           | Kim A-lang                                                                       | 2:38.363 | Aurélie Monvoisin                                                                | 2:38.426 | Ekaterina Efremenkova                                                               | 2:38.581 |
| Staffetta 3000 m (dettagli) | Russia Ekaterina Efremenkova Emina Malagich Sofia Prosvirnova Evgeniya Zakharova | 4:14.105 | Giappone Yuna Koike Saemi Tanaka Hikari Tanimoto Miwako Yamaura Hinako Matsuyama | 4:18.869 | Kazakistan Aliya Amirgaliyeva Kadisha Bakhitkereyeva Yana Khan Alyona Volkovitskaya | 4:27.719 |

## Medagliere
| Pos.   | Nazione       | Oro | Argento | Bronzo | Totale |
| ------ | ------------- | --- | ------- | ------ | ------ |
| 1      | Corea del Sud | 5   | 2       | 2      | 9      |
| 2      | Francia       | 1   | 3       | 0      | 4      |
| 3      | Russia        | 1   | 2       | 3      | 6      |
| 4      | Cina          | 1   | 0       | 0      | 1      |
| 5      | Giappone      | 0   | 1       | 1      | 2      |
| 6      | Kazakistan    | 0   | 0       | 2      | 2      |
| Totale | Totale        | 8   | 8       | 8      | 24     |